# Обезьянья лапка
«Обезьянья лапка» (англ. The Monkey's Paw) — рассказ Уильяма Уаймарка Джекобса в жанре сверхъестественного хоррора, впервые опубликованный в Англии в 1902 году в сборнике «Леди с баржи». В истории владельцу обезьяньей лапки даются три желания, но за их исполнение и вмешательство в судьбу приходится платить огромную цену.
Он неоднократно адаптировался в других средствах массовой информации, включая пьесы, фильмы, телесериалы, оперы, рассказы и комиксы, начиная с 1903 года. Впервые он был адаптирован в 1915 году в немом британском кинофильме режиссёра Сиднея Норткота. В фильме (ныне утерянном) снялся Джон Лоусон, который также сыграл главную роль в пьесе Луи Н. Паркера 1907 года.

## Сюжет
Мистер Уайт получает от своего знакомого магический артефакт — мумифицированную обезьянью лапу, которая будто бы может исполнить три любых желания своего владельца. Прежний хозяин предупреждает Уайта, что последствия применения этого предмета могут быть тяжелыми.
Мистер и миссис Уайт ради любопытства загадывают получить 200 фунтов стерлингов. На следующий день приходит представитель фабрики, на которой работал их сын Герберт, и сообщает супругам, что молодой человек погиб. В качестве компенсации фабрика выплачивает им двести фунтов.
Через несколько дней миссис Уайт, находясь в глубоком горе, требует от мужа загадать второе желание и воскресить Герберта. Мистер Уайт сначала отказывается, но затем загадывает желание. Глубокой ночью супруги слышат стук в дверь. Миссис Уайт бросается открывать, но не может справиться с задвижкой, а ее муж, испугавшись содеянного, загадывает третье желание. Когда миссис Уайт открывает дверь, снаружи уже ничего нет. 

## Адаптации
Эта история неоднократно адаптировалась в других произведениях, в том числе:
- 6 октября 1903 года в лондонском театре Хэймаркет[англ.] открылась одноактная пьеса в исполнении Сирила Мода в роли мистера Уайта и Лены Эшвелл в роли миссис Уайт[5].
- Сценическая адаптация 1907 года Луи Н. Паркером, с Джоном Лоусоном в главной роли[4][6].
- Киноверсия 1915 года режиссёра Сиднея Норткота, с Джоном Лоусоном в главной роли[7].
- Британский немой фильм 1919 года неизвестного режиссёра, который, как известно, был снят, но в настоящее время считается утерянным[8].
- Фильм «Обезьянья лапа[англ.]» 1923 года режиссёра Мэннинга Хейнса, в главных ролях Мур Марриотт[англ.], Мари Олт[англ.] и Чарльз Эштон[7].
- Английская радиопередача, вышедшая 17 июля 1928 года, и основанная на спектакле 1910 года[6].
- Фильм «Обезьянья лапа[англ.]» 1933 года, сценарий Грэма Джона, режиссёр Уэсли Рагглз (его последний фильм с RKO Pictures), в главной роли Чарльз Обри Смит, Иван Симпсон[англ.] и Луиза Картер. Фильм считался утерянным[9] до тех пор, пока в 2016 году кадры из него не были выложены в Интернете.
- Серия радиопостановки BBC Radio «Appointment with Fear[англ.]», вышедшая 28 мая 1946 года[6].
- Фильм «Обезьянья лапа[англ.]» 1948 года, сценарий Нормана Ли и Барбары Той[10].
- Адаптация 2004 года в виде радиоспектакля, рассказанного Кристофером Ли в рамках радиосерии «Сказки у костра Кристофера Ли» Би-би-си[11].
- Телесериал «Калейдоскоп ужасов» 2019 года. серия «Ночь лапы» 5 серия 2 сезона. Является адаптацией рассказа.